# Boldbaatar Ganbat
Boldbaatar Ganbat, né le 3 janvier 1987 est un judoka mongol de la catégorie des moins de 60 kg.
Il devient champion d'Asie en 2009 et cinq ans plus tard, champion du monde 2014 de sa catégorie.

## Palmarès

### Championnats internationaux
Championnats du monde
- Médaille d'or aux Championnats du monde 2014 à Tcheliabinsk (Russie).
- Médaille de bronze aux Championnats du monde 2017 à Budapest (Hongrie).

- Médaille de bronze par équipes aux Championnats du monde 2015 à Astana (Kazakhstan).

Championnats d'Asie
- Médaille d'or aux Championnats d'Asie 2009 à Taipei (Taïwan).

Jeux asiatiques
- Médaille d'argent aux Jeux asiatiques de 2014

### Circuit IJF
Masters mondial
- en 2013 à Tioumen.

Grand Chelem
- au Tournoi de Paris en 2014.
- au Tournoi de Bakou en 2016.